# سنت-بریژید-دیبرویل، کبک
سنت-بریژید-دیبرویل (به فرانسوی: Sainte-Brigide-d'Iberville) شهری در منطقه شهری لو او-ریشولیو ناحیه مونترژی در استان کبک کانادا است. در سرشماری سال ۲۰۱۱ این شهر ۱٬۲۶۰ نفر جمعیت داشته‌است و مساحت آن ۶۸٫۸۹ کیلومتر مربع است.